# Schizotetranychus bhandhufalcki
Schizotetranychus bhandhufalcki är en spindeldjursart som beskrevs av Ehara och Wongsiri 1975. Schizotetranychus bhandhufalcki ingår i släktet Schizotetranychus och familjen Tetranychidae. Inga underarter finns listade i Catalogue of Life.